# فلورنسيا
فلورنسيا هي بلدة في كولومبيا، وعاصمة إدارة كاكيتا.

## المناخ
يظهر الجدول التالي التغييرات المناخية على مدار السنة لفلورنسيا:
| البيانات المناخية لـفلورنسيا           | البيانات المناخية لـفلورنسيا | البيانات المناخية لـفلورنسيا | البيانات المناخية لـفلورنسيا | البيانات المناخية لـفلورنسيا | البيانات المناخية لـفلورنسيا | البيانات المناخية لـفلورنسيا | البيانات المناخية لـفلورنسيا | البيانات المناخية لـفلورنسيا | البيانات المناخية لـفلورنسيا | البيانات المناخية لـفلورنسيا | البيانات المناخية لـفلورنسيا | البيانات المناخية لـفلورنسيا | البيانات المناخية لـفلورنسيا |
| الشهر                                  | يناير                        | فبراير                       | مارس                         | أبريل                        | مايو                         | يونيو                        | يوليو                        | أغسطس                        | سبتمبر                       | أكتوبر                       | نوفمبر                       | ديسمبر                       | المعدل السنوي                |
| -------------------------------------- | ---------------------------- | ---------------------------- | ---------------------------- | ---------------------------- | ---------------------------- | ---------------------------- | ---------------------------- | ---------------------------- | ---------------------------- | ---------------------------- | ---------------------------- | ---------------------------- | ---------------------------- |
| متوسط درجة الحرارة الكبرى °م (°ف)      | 32.7 (90.9)                  | 31.9 (89.4)                  | 30.8 (87.4)                  | 30.1 (86.2)                  | 29.9 (85.8)                  | 28.7 (83.7)                  | 28.5 (83.3)                  | 29.9 (85.8)                  | 30.6 (87.1)                  | 31.2 (88.2)                  | 31.5 (88.7)                  | 32.0 (89.6)                  | 30.7 (87.2)                  |
| متوسط درجة الحرارة الصغرى °م (°ف)      | 21.8 (71.2)                  | 21.9 (71.4)                  | 21.7 (71.1)                  | 21.5 (70.7)                  | 21.3 (70.3)                  | 21.0 (69.8)                  | 20.8 (69.4)                  | 20.9 (69.6)                  | 21.2 (70.2)                  | 21.7 (71.1)                  | 21.8 (71.2)                  | 21.8 (71.2)                  | 21.5 (70.6)                  |
| معدل هطول الأمطار مم (إنش)             | 119 (4.7)                    | 191 (7.5)                    | 296 (11.7)                   | 382 (15.0)                   | 471 (18.5)                   | 503 (19.8)                   | 461 (18.1)                   | 356 (14.0)                   | 329 (13.0)                   | 325 (12.8)                   | 254 (10.0)                   | 153 (6.0)                    | 3٬840 (151.1)                |
| متوسط الرطوبة النسبية (%)              | 82                           | 83                           | 86                           | 87                           | 89                           | 89                           | 88                           | 87                           | 87                           | 85                           | 86                           | 84                           | 86                           |
| ساعات سطوع الشمس الشهرية               | 157.5                        | 109.9                        | 102.5                        | 82.0                         | 106.4                        | 95.9                         | 104.1                        | 123.4                        | 135.4                        | 141.9                        | 146.8                        | 149.6                        | 1٬455٫4                      |
| المصدر: IDEAM - Gobernación de Caquetá |                              |                              |                              |                              |                              |                              |                              |                              |                              |                              |                              |                              |                              |

## أعلام
- ريكاردو ديلغادو أراوغو
- إيفان ماركيز
- لويس إدواردو لونا